# Bear Valley Springs (Kalifornija)
Bear Valley Springs je naseljeno područje za statističke svrhe u američkoj saveznoj državi Kalifornija. Prema popisu stanovništva iz 2010. u njemu je živjelo 5,172 stanovnika.